# Hammersbach
Hammersbach település Németországban, Hessen tartományban. Lakosainak száma 4880 fő (2023. december 31.).

## Népesség
A település népességének változása:
| Lakosok száma | 4843 | 4818 | 4885 | 4913 | 4880 |
|               | 2017 | 2019 | 2021 | 2022 | 2023 |